# Opatkowice (powiat proszowicki)
Opatkowice – wieś w Polsce położona w województwie małopolskim, w powiecie proszowickim, w gminie Proszowice.
Wieś opactwa benedyktynów tynieckich w powiecie proszowickim województwa krakowskiego w końcu XVI wieku. W latach 1975–1998 miejscowość położona była w województwie krakowskim.

## Części wsi
| SIMC    | Nazwa      | Rodzaj     |
| ------- | ---------- | ---------- |
| 0332080 | Kresy      | przysiółek |
| 0332050 | Ogrodziska | część wsi  |
| 0332067 | Parszywka  | część wsi  |
| 0332073 | Wielopole  | część wsi  |
| 0332077 | Zawsie     | część wsi  |

## Zabytki
Obiekt wpisany do rejestru zabytków nieruchomych województwa małopolskiego.
- Zespół dworski: dwór, park.

Zobacz też: Opatkowice, Opatkowice Cysterskie, Opatkowice Drewniane, Opatkowice Murowane, Opatkowice Pojałowskie